# Asystasia congensis
Asystasia congensis är en akantusväxtart som beskrevs av C. B. Cl.. Asystasia congensis ingår i släktet Asystasia och familjen akantusväxter. Inga underarter finns listade i Catalogue of Life. Artens utbredningsområde är Kamerun, Kongo-Brazzaville, Uganda och Tanzania.